# Vuelta a Asturias
La Vuelta a Asturias es una competición ciclista profesional por etapas que se disputa en el Principado de Asturias durante el mes de abril o mayo. Desde la creación de los Circuitos Continentales UCI en 2005 forma parte del UCI Europe Tour, dentro de la categoría 2.1.
La carrera se disputa desde el año 1925 y es una de las carreras más antiguas del ciclismo español. En la actualidad la carrera comprende de tres etapas durante tres días, acabando siempre en Oviedo. También son habituales los finales de etapa en las ciudades de Avilés, Gijón y Llanes. Otras etapas destacadas son la subida al Alto del Acebo, un clásico dentro de la carrera en los últimos años. 
En la actualidad, el último día de la carrera principal, se realizan varias carreras de aficionados femeninas, masculinas y juniors para recaudar fondos a diversas organizaciones sociales del Principado de Asturias.
Está organizado por el Club Ciclista Áramo.

## Palmarés
| Año                               | Ganador                    | Segundo                        | Tercero                   |           |
| --------------------------------- | -------------------------- | ------------------------------ | ------------------------- | --------- |
| 1925                              | Segundo Barruetabeña       | Victor Rojo                    | Manuel Castro             |           |
| 1926                              | Ricardo Montero            | Miguel Mucio                   | Manuel Castro             |           |
| 1927                              | Miguel Mucio               | Ricardo Montero                | Mariano Cañardo           |           |
| 1928                              | Ricardo Montero            | Mariano Cañardo                | Juan Mateu                |           |
| 1929-1946 ediciones no realizadas |                            |                                |                           |           |
| 1947                              | Emilio Rodríguez Barros    | Senén Blanco                   | Senén Mesa                |           |
| 1948-1949 ediciones no realizadas |                            |                                |                           |           |
| 1950                              | Miguel Gual                | Senén Mesa                     | Andrés Trobat             |           |
| 1951-1952 ediciones no realizadas |                            |                                |                           |           |
| 1953                              | Antonio Gelabert Armengual | Pere Sant i Alentà             | Vicente Iturat            |           |
| 1954                              | Bernardo Ruiz              | Dalmacio Langarica             | Manuel Rodríguez Barros   |           |
| 1955                              | Federico Martín Bahamontes | Francisco Alomar               | Gabriel Company           |           |
| 1956                              | Emilio Hernán              | Antonio Suárez                 | Andrés Trobat             |           |
| 1957                              | Federico Martín Bahamontes | René Marigil                   | Antonio Suárez            |           |
| 1958-1967 ediciones no realizadas |                            |                                |                           |           |
| 1968                              | Jesús Manzaneque           | Luis Balagué                   | Enrique Sanchidrián       |           |
| 1969                              | Andrés Oliva               | Enrique Sahagún                | José Manuel Fuente        |           |
| 1970                              | Antonio Martos             | Francisco Javier Galdeano      | Antonio Menéndez González |           |
| 1971                              | Eduardo Castelló           | José Gómez del Moral           | Juan Zurano               |           |
| 1972                              | Agustín Tamames            | Jose Luis Viejo                | José Grande               |           |
| 1973                              | Jesús Manzaneque           | José Pesarrodona               | Pedro Torres Cruces       |           |
| 1974                              | Juan Manuel Santisteban    | Agustín Tamames                | José Martins              |           |
| 1975                              | Miguel María Lasa          | José Antonio González-Linares  | Luis Ocaña                |           |
| 1976                              | Santiago Lazcano           | Jose Luis Viejo                | Txomin Perurena           |           |
| 1977                              | Vicente López Carril       | José Nazabal                   | Klaus-Peter Thaler        |           |
| 1978                              | Enrique Martínez Heredia   | Bernardo Alfonsel              | Enrique Cima              |           |
| 1979                              | Alberto Fernández Blanco   | Faustino Fernández Ovies       | Ángel Arroyo              |           |
| 1980                              | Faustino Rupérez           | Ángel Arroyo                   | Juan Pujol Pagés          |           |
| 1981                              | Ángel Arroyo               | Eduardo Chozas                 | Pedro Muñoz               |           |
| 1982                              | Jeronimo Ibáñez Escribano  | Faustino Rupérez               | Álvaro Pino               |           |
| 1983                              | Pedro Muñoz                | Álvaro Pino                    | Faustino Rupérez          |           |
| 1984                              | Faustino Rupérez           | Alberto Fernández Blanco       | Jesús Ignacio Ibáñez Loyo |           |
| 1985                              | Jesús Blanco Villar        | Reimund Dietzen                | Ángel Camarillo           |           |
| 1986                              | Jesús Rodríguez Magro      | Vicente Belda                  | Guillermo Arenas          |           |
| 1987                              | Iñaki Gastón               | Julián Gorospe                 | Anselmo Fuerte            |           |
| 1988                              | Rolf Gölz                  | Fede Etxabe                    | Janusz Kuum               |           |
| 1989                              | Gert-Jan Theunisse         | Janusz Kuum                    | Álvaro Pino               |           |
| 1990                              | Raúl Alcalá                | Miguel Induráin                | Javier Murguialday        |           |
| 1991                              | Piotr Ugriúmov             | Jesús Rodríguez Magro          | Erik Breukink             |           |
| 1992                              | Alex Zülle                 | Tony Rominger                  | Jesús Montoya             |           |
| 1993                              | Erik Breukink              | Peter Meinert-Nielsen          | Pedro Delgado             |           |
| 1994                              | Abraham Olano              | Pedro Delgado                  | Félix García Casas        |           |
| 1995                              | Beat Zberg                 | Íñigo Cuesta                   | Miguel Induráin           |           |
| 1996                              | Miguel Induráin            | Fernando Escartín              | Marcelino García Alonso   |           |
| 1997                              | Manuel Fernández Ginés     | Abraham Olano                  | Fernando Escartín         |           |
| 1998                              | Laurent Jalabert           | José María Jiménez             | Santi Blanco              |           |
| 1999                              | Juan Carlos Domínguez      | Roberto Laiseka                | Fernando Escartín         |           |
| 2000                              | Joseba Beloki              | Alberto López de Munain        | Igor González de Galdeano |           |
| 2001                              | Juan Carlos Domínguez      | Joan Horrach                   | Alex Zülle                |           |
| 2002                              | Leonardo Piepoli           | David Bernabéu                 | Joseba Beloki             |           |
| 2003                              | Fabian Jeker               | Juan Miguel Mercado            | Hernán Buenahora          |           |
| 2004                              | Iban Mayo                  | Félix Cárdenas                 | Haimar Zubeldia           |           |
| 2005                              | Adolfo García Quesada      | Samuel Sánchez                 | Giampaolo Cheula          |           |
| 2006                              | Óscar Sevilla              | Eladio Jiménez                 | Luca Mazzanti             |           |
| 2007                              | Koldo Gil                  | Alberto Fernández de la Puebla | John-Lee Augustyn         |           |
| 2008                              | Ángel Vicioso              | Xavi Tondo                     | Bruno Pires               |           |
| 2009                              | Paco Mancebo               | Tiago Machado                  | Javi Moreno Bazán         |           |
| 2010                              | Fabio Duarte               | Beñat Intxausti                | Ezequiel Mosquera         |           |
| 2011                              | Javi Moreno Bazán          | Sérgio Sousa                   | Hernâni Broco             |           |
| 2012                              | Beñat Intxausti            | David de la Cruz               | Rémy Di Gregorio          |           |
| 2013                              | Amets Txurruka             | Mikel Landa                    | Javi Moreno Bazán         |           |
| 2014 edición no realizada         |                            |                                |                           |           |
| 2015                              | Igor Antón                 | Amets Txurruka                 | Jesús Herrada             |           |
| 2016                              | Hugh Carthy                | Sergio Pardilla                | Dani Moreno               |           |
| 2017                              | Nairo Quintana             | Óscar Sevilla                  | João Benta                |           |
| 2018                              | Richard Carapaz            | Jonathan Caicedo               | Ricardo Mestre            |           |
| 2019                              | Richard Carapaz            | Krists Neilands                | Aleksandr Vlásov          |           |
| 2020                              | cancelada                  | cancelada                      | cancelada                 | cancelada |
| 2021                              | Nairo Quintana             | Antonio Pedrero                | Pierre Latour             |           |
| 2022                              | Iván Ramiro Sosa           | Lorenzo Fortunato              | Nicolas Edet              |           |
| 2023                              | Lorenzo Fortunato          | Einer Rubio                    | Iván Ramiro Sosa          |           |
| 2024                              | Isaac Del Toro             | Rafał Majka                    | Eric Fagúndez             |           |
| 2025                              | Marc Soler                 | Txomin Juaristi                | Alexis Guérin             |           |

Nota: El ganador inicial de la edición 2010 y segundo de la edición 2011 fue el ciclista Constantino Zaballa, pero en marzo de 2012, Zaballa fue suspendido por 9 meses por el uso de efedrina en la Vuelta a Asturias 2010 y los resultados obtenidos a partir de la dicha carrera fueron anulados. También por dopaje, el vencedor de la edición de 2017, Raúl Alarcón, fue desposeído de la victoria.

## Palmarés por países
| País            | Victorias | 2.º lugar | 3.º lugar | Total |
| --------------- | --------- | --------- | --------- | ----- |
| España          | 48        | 54        | 47        | 149   |
| Colombia        | 4         | 2         | 2         | 8     |
| Suiza           | 3         | 1         | 1         | 5     |
| Italia          | 2         | 1         | 2         | 5     |
| Ecuador         | 2         | 1         | 0         | 3     |
| Países Bajos    | 2         | 0         | 1         | 3     |
| México          | 2         | 0         | 0         | 2     |
| Alemania        | 1         | 1         | 1         | 3     |
| Francia         | 1         | 0         | 3         | 4     |
| Unión Soviética | 1         | 0         | 0         | 1     |
| Reino Unido     | 1         | 0         | 0         | 1     |
| Portugal        | 0         | 2         | 5         | 7     |
| Noruega         | 0         | 1         | 1         | 2     |
| Dinamarca       | 0         | 1         | 0         | 1     |
| Letonia         | 0         | 1         | 0         | 1     |
| Polonia         | 0         | 1         | 0         | 1     |
| Sudáfrica       | 0         | 0         | 1         | 1     |
| Rusia           | 0         | 0         | 1         | 1     |
| Uruguay         | 0         | 0         | 1         | 1     |